# Demario Davis
Demario Davis (Brandon, 11 gennaio 1989) è un giocatore di football americano statunitense che gioca nel ruolo di linebacker per i New Orleans Saints della National Football League (NFL). Fu scelto nel corso del terzo giro (77º assoluto) del Draft NFL 2012. Al college ha giocato a football ad Arkansas State.

## Carriera professionistica

### New York Jets
Il 27 aprile 2012, Davis fu scelto nel corso del terzo giro del Draft 2012 dai New York Jets. La scelta del giocatore fu caldeggiata dal capo-allenatore Rex Ryan che rivide in Davis alcune delle qualità di leader di Ray Lewis.  Il 31 maggio 2012, Demario firmò con la franchigia un contratto quadriennale del valore approssimativo di 2,9 milioni di dollari. Nella sua stagione da rookie disputò tutte le 16 gare, tre delle quali come titolare, mettendo a segno 35 tackle.

### Cleveland Browns
Il 16 marzo 2016, Davis firmò con i Cleveland Browns. Vi giocò un'unica stagione con 99 tackle, 2 sack e il primo fumble forzato in carriera disputando tutte le 16 partite, 15 delle quali come titolare.

### Ritorno ai Jets
Il 1º giugno 2017, Davis fu scambiato con i New York Jets in cambio di Calvin Pryor.

### New Orleans Saints
Divenuto free agent, il 19 marzo 2018, i New Orleans Saints si accordarono con Davis per un contratto di tre anni, del valore di 24 milioni di dollari, 16 milioni dei quali garantiti e un bonus alla firma di 2,9 milioni. Nel quarto turno mise a segno 2 sack e 11 tackle, di cui 2 con perdita di yard da parte degli avversari, venendo premiato come miglior difensore della NFC della settimana.
Nel 2019 Davis fu inserito nel First-team All-Pro dopo avere messo a segno 111 tackle e 4 sack. L'anno seguente entrò nel Second-team All-Pro dopo avere fatto registrare 119 placcaggi e 4 sack.
Nel 2022 Davis fu convocato per il suo primo Pro Bowl e inserito nel Second-team All-Pro dopo un nuovo primato personale di 6,5 sack.
Nel nono turno della stagione 2023 contro i Chicago Bears, Davis mise a segno mise a segno 10 placcaggi, un sack e un fumble forzato nella vittoria per 24-17. A fine stagione fu convocato per il suo secondo Pro Bowl, al posto di Fred Warner impegnato nel Super Bowl LVIII, e inserito nel Second-team All-Pro dopo avere fatto registrare 121 tackle e 6,5 sack.

## Palmarès
- Convocazioni al Pro Bowl: 2

2022, 2023
- MVP del Pro Bowl: 1

2023
- First-team All-Pro: 1

2019
- Second-team All-Pro: 4

2020, 2021, 2022, 2023
- Difensore della NFC della settimana: 1

4ª del 2018